# Gloxinia
Genre
Classification APG III (2009)
Gloxinia est un genre de plantes à fleurs de la famille des Gesneriaceae.

## Liste des espèces
Selon Catalogue of Life (23 juin 2024) :
- Gloxinia alterniflora A. O. Araujo & Chautems
- Gloxinia erinoides (DC.) Roalson & Boggan
- Gloxinia major (Fritsch) C. A. Zanotti & Lizarazu
- Gloxinia perennis (L.) Druce
- Gloxinia xanthophylla (Poepp.) Roalson & Boggan